# Sorn (Fluss)
Der Sorn ist ein Fluss auf der schottischen Insel Islay, der südlichsten Insel der Inneren Hebriden. Administrativ gehört er zur Council Area Argyll and Bute beziehungsweise lag in der traditionellen Grafschaft Argyll.

## Beschreibung
Der Sorn entsteht aus zwei Quellbächen, dem aus Loch Finlaggan abfließenden Gleann Mhartuin sowie dem aus Loch Ballygrant abfließenden Ballygrant Burn. Beide Bäche vereinen sich auf der Höhe des Emeraconart Cottage abseits der A846 zwischen den Ortschaften Kilmeny und Esknish. Auf seinem sechs Kilometer langen Lauf fließen dem Sorn mehrere Bäche zu, darunter der Abhainn Ath a’ Mharcaicdh (von rechts) und der Daill (von links). Jenseits der Ortschaft Bridgend ergießt sich der Sorn in die Bucht Loch Indaal, in den Nordatlantik. Entlang des rechten Sorn-Ufers verläuft die A846, die den Fluss in Bridgend quert. Den Ballygrant Burn einbezogen ergibt sich eine Gesamtlänge von 10,69 Kilometern.
Der Fluss führt klares Wasser und ist für sein Lachs- und Forellenvorkommen bekannt. Auf seinem Lauf treibt der Sorn die Mechanik der Islay Woollen Mill an.